# 1950

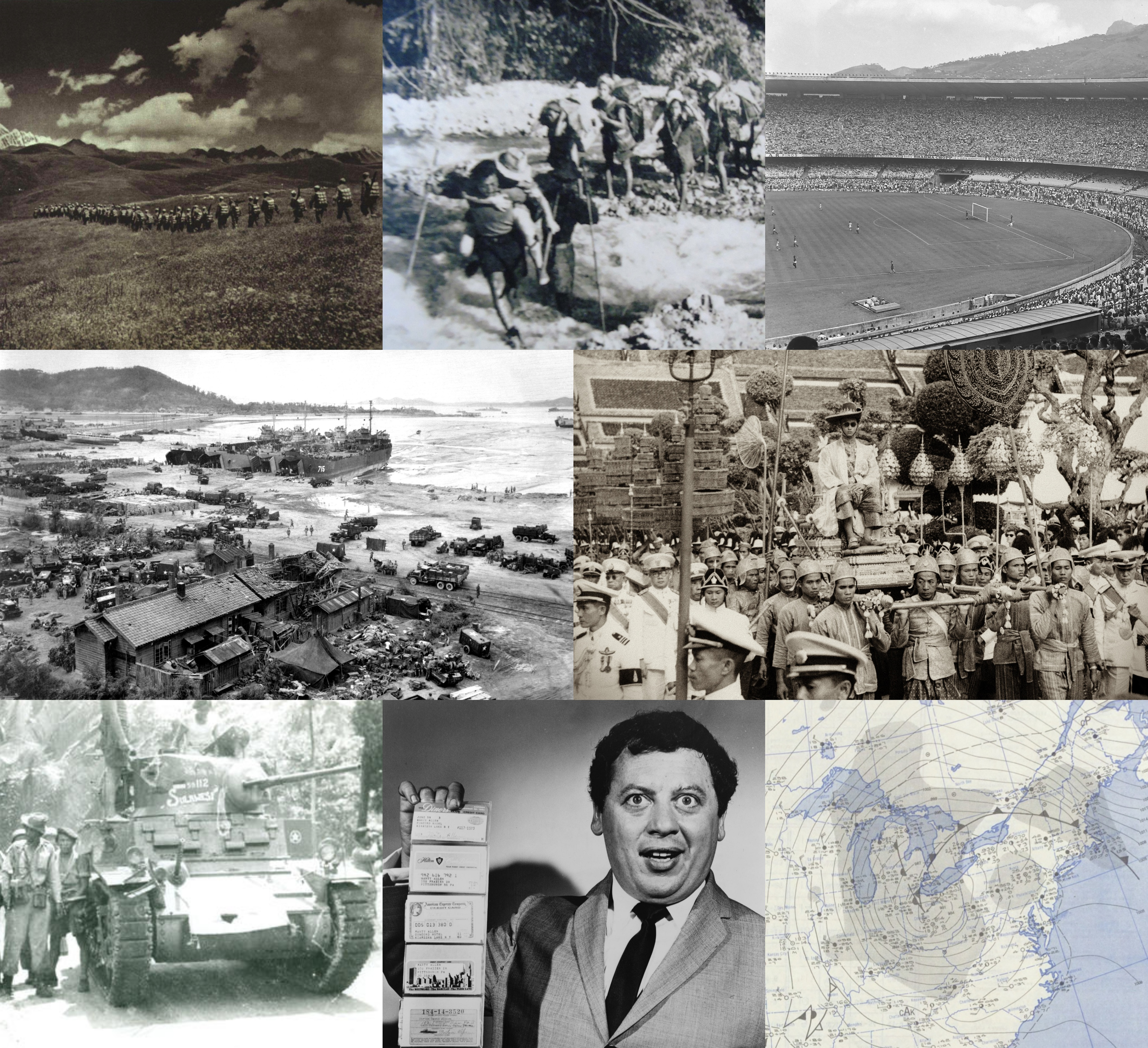

1950 (MCML) là một năm thường bắt đầu vào Chủ nhật của lịch Gregory, năm thứ 1950 của Công nguyên hay của Anno Domini, the năm thứ 950  của thiên niên kỷ 2, năm thứ 50  của thế kỷ 20, và năm thứ  1   của thập niên 1950. 

## Sự kiện

### Tháng 1
- 1 tháng 1: Thành lập ủy viên hội tại Paris, Pháp
- 1 tháng 6: Anh công nhận Cộng hòa nhân dân Trung Hoa.
- 10 tháng 1: Giải phóng quân Trung Quốc nhận lệnh tiến quân vào Tây Tạng
- 18 tháng 1: Việt Nam và Trung Quốc thiết lập quan hệ ngoại giao.
- 21 tháng 1: Những binh lính Quốc Dân Đảng cuối cùng đầu hàng trên đất Trung Quốc đại lục.
- 26 tháng 1: Thành lập nước cộng hòa Ấn Độ.
- 29 tháng 1: Quân giải phóng nhân dân Trung Quốc triển khai chiến dịch tiểu phỉ.
- 30 tháng 1: Việt Nam và Liên Xô thiết lập quan hệ ngoại giao.

### Tháng 2
- 7 tháng 2: Chính phủ Mỹ công nhận chính quyền Bảo Đại.
- 14 tháng 12: Mao Trạch Đông, Chu Ân Lai và Stalin hội đàm
- 16 tháng 2: Liên bang Xô Viết và CHND Trung Quốc ký kết hiệp ước phòng thủ chung.

### Tháng 3
- 1 tháng 3:  Tại Đài Loan, Tưởng Giới Thạch tuyên bố duy trì chính quyền Trung Hoa Dân Quốc.
- 5 tháng 3: Quân giải phóng Trung Quốc bắt đầu chiến dịch giải phóng đảo Hải Nam.
- 23 tháng 3: Tổ chức Khí tượng Thế giới thành lập tại Genève, Thụy Sĩ

### Tháng 4
- 17 tháng 4: Giám đốc Hoạch định Chính sách Bộ Ngoại giao Hoa Kỳ Paul Nitze đưa ra tài liệu mật NSC-68, theo đó chính sách ngăn chặn sẽ là nền tảng cho chính sách đối ngoại của Mỹ
- 23 tháng 4: Quân giải phóng Trung Quốc giải phóng Hải Khẩu.
- 24 tháng 4: Ngoại Jordan đổi tên thành Jordan
- 26 tháng 4: Thành lập chính quyền tại tỉnh Tây Khang.

### Tháng 5
- 1 tháng 5: Quân giải phóng Trung Quốc giải phóng đảo Hải Nam.
- 8 tháng 5: Mỹ viện trợ kinh tế và quân sự cho thực dân Pháp tại Đông Dương.
- 11 tháng 5: Trung Hoa và Đan Mạch thiết lập quan hệ ngoại giao.
- 16 tháng 5: Tưởng Giới Thạch phát biểu lên kế hoạch phản công Đại Lục.
- 17 tháng 5: Quân Trung Hoa Dân Quốc rút khỏi quần đảo Chu Sơn.

### Tháng 6
- 8 tháng 6: Trung Hoa và Miến Điện thiết lập quan hệ ngoại giao.
- 25 tháng 6:  Chiến tranh Triều Tiên bùng nổ, quân Cộng hòa Dân chủ Nhân dân Triều Tiên tấn công Đại Hàn Dân quốc.
- 26 tháng 6: Liên Hợp Quốc ra nghị quyết 82 kêu gọi chấm dứt chiến tranh tại Triều Tiên.
- 27 tháng 6: Tổng thống Hoa Kỳ Truman ra lệnh điều động hạm đội 7 Thái Bình Dương đến bảo vệ Đài Loan
- 28 tháng 6:
  - Quân đội Nhân dân Triều Tiên chiếm lĩnh Seoul.
  - Mao Trạch Đông hiệu triệu toàn quốc chống đế quốc Hoa Kỳ
- 30 tháng 6: 
  - Liên Hợp Quốc bỏ phiếu tán thành gửi quân đội đến bán đảo Triều Tiên để hỗ trợ Hàn Quốc.
  - Liên Xô không thể phủ quyết do vắng mặt khi đang tẩy chay Hội đồng Bảo an để đòi hỏi quyền gia nhập của Cộng hòa Nhân dân Trung Quốc.
  - Mao Trạch Đông hạ lệnh cải cách pháp lệnh quốc gia

### Tháng 7
- 1 tháng 7: Hoa Kỳ đưa quân vào bán đảo Triều Tiên cứu Hàn Quốc.
- 4 tháng 7: Lực lượng Liên Hợp Quốc giao chiến lần đầu tiên với lực lượng của Triều Tiên tại Osan. Quân đội LHQ không ngăn nổi bước tiến của Triều Tiên và phải rút dần về phía nam và dừng lại tại vành đai Pusan.
- 26 tháng 7: Mở màn chiến dịch đảo Đại Đam.

### Tháng 9
- 6 tháng 9: Tử hình Trần Dụ Châu.
- 15 tháng 9: Mở đầu trận đánh Nhân Xuyên.
- 16 tháng 9: Mở đầu chiến dịch Biên giới, bộ đội Việt Nam tấn công Đông Khê.
- 18 tháng 9: Bộ đội Việt Nam đánh chiếm cứ điểm Đông Khê.
- 19 tháng 9: Kết thúc trận đánh Nhân Xuyên.
- 28 tháng 9: Quân đội Liên hợp quốc công chiếm Seoul.

### Tháng 10
- 3 tháng 10: Quân đội Hàn Quốc đánh chiếm quận Yangyang.
- 6 tháng 10: Mở màn chiến dịch Xương Đô.
- 7 tháng 10: Liên quân Mỹ - Hàn vượt vĩ tuyến 38 tiến đánh Cộng hòa Dân chủ Nhân dân Triều Tiên.
- 8 tháng 10: Mao Trạch Đông hạ lệnh chí nguyện quân chi viện Triều Tiên chống Mỹ.
- 11 tháng 10: Quân đội Hàn Quốc đánh chiếm Nguyên Sơn.
- 18 tháng 10: Kết thúc chiến dịch Biên giới với thắng lợi thuộc về Quân đội nhân dân Việt Nam.
- 19 tháng 10: Liên quân Mỹ - Hàn đánh chiếm Bình Nhưỡng.
- 25 tháng 10:  Quân tình nguyện Trung Quốc tiến vào Triều Tiên cứu nguy chính thể Kim Nhật Thành.

### Tháng 11
- 14 tháng 10: Bộ đội Việt Nam đánh chiếm thị xã Hòa Bình.
- 15 tháng 11: Liên quân LHQ đến gần sông Áp Lục. Đáp lại, Trung Quốc lại can thiệp vào Triều Tiên, lần này có nửa triệu quân, bắt buộc Liên Hợp Quốc phải quay lại Nam Hàn.

### Tháng 12
- 23 tháng 12: Mỹ và Pháp ký kết hiệp định phòng thủ Đông Dương.

## Sinh
- 3 tháng 1: Victoria Principal, nữ diễn viên Nhật Bản-Mỹ
- 21 tháng 2: Sahle-Work Zewde, tổng thống thứ 4 của Ethiopia
- 30 tháng 3: Robbie Coltrane, nam diễn viên người Scotland (m. 2022)
- 13 tháng 4: Ron Perlman, nam diễn viên người Mỹ
- 21 tháng 4: Shivaji Satam, nam diễn viên người Ấn Độ
- 1 tháng 7: Minh Vương, nghệ sĩ cải lương Việt Nam
- 1 tháng 8: Băng Châu, nữ ca sĩ Việt Nam
- 12 tháng 8: Nguyễn Thanh Hà, Trung tướng Công an nhân dân Việt Nam
- 23 tháng 8: Đàm Vịnh Lân, nam diễn viên, ca sĩ, nhà phát hành nhạc của Hồng Kông
- 12 tháng 10: Thanh Hoa, nữ ca sĩ Việt Nam
- 16 tháng 11: Takao Kisugi, ca sĩ và nhạc sĩ người Nhật Bản.

## Mất
- Bạch công tử (không rõ ngày)

## Giải Nobel
- Vật lý - Cecil Frank Powell
- Hóa học - Otto Paul Hermann Diels, Kurt Alder
- Y học - Edward Calvin Kendall, Tadeus Reichstein, Philip Showalter Hench
- Văn học - Earl (Bertrand Arthur William) Russell
- Hòa bình - Ralph Bunche